# 死侍與金鋼狼
是一部2024年美國超級英雄電影，改編自漫威漫畫旗下角色死侍以及金鋼狼，由漫威影業、最大努力和21圈娛樂共同製作、華特迪士尼工作室電影發行。該片為2018年電影《死侍2》的續集，同時是「漫威電影宇宙」的第34部電影作品，屬於漫威電影宇宙第五階段，由薛恩·李維執導，萊恩·雷諾斯、雷特·瑞斯、保羅·韋尼克、贊伯·威爾斯及李維共同編劇，雷諾斯、休·傑克曼、艾瑪·科林、莫蓮娜·芭卡琳、羅伯·德萊尼、萊斯莉·奧加姆斯和馬修·麥費狄恩主演。
在2016年電影《惡棍英雄：死侍》取得商業成功後，二十世紀福斯開始開發兩部續集電影。2019年3月，在迪士尼完成收購21世紀福斯後，《死侍3》的製作工作被擱置，死侍的影視控制權移交給漫威影業，該角色將加入漫威電影宇宙之中，同時保持限制級的分級。
《死侍與金鋼狼》排定2024年7月22日於大衛·H·寇克劇院首映，並在2024年7月26日於美國上映。電影在影評界獲得正面為主的評價，正面的評論讚揚動作場面、配樂、萊恩·雷諾斯和休·傑克曼的演出表現，幽默感則獲得兩極反應，部分影評家詬病編劇和仰賴粉絲情懷服務的內容。
本片是漫威電影宇宙第五階段中票房最高的電影。

## 劇情
在2018年，韋特·偉遜利用機堡的時光機，從他所屬的10005號宇宙前往616號宇宙（亦稱「神聖時間線」），希望能加入該宇宙的復仇者，但他的請求被快樂·霍根拒絕。此後六年間，韋特與女友雲妮莎分手，並卸下「死侍」的身份，與彼得一同成為二手車銷售員。
在韋特的生日派對上，他突遭時間變異管理局（時變局）逮捕，並被帶至悖論先生面前。悖論先生邀請韋特加入616號宇宙，韋特欣然接受，並穿上戰鬥服再度成為死侍。悖論先生隨後透露，由於「骨幹人物」金鋼狼已經死亡，10005號宇宙正逐步崩解。他不願靜待宇宙自行瓦解，所以計劃使用「碎時器」加速該宇宙的毀滅。為了拯救自己的宇宙與朋友，死侍偷走了悖論先生的「時間平板」，趕到狼人的墓前試圖復活他，卻發現墓中僅剩一具亞德曼合金骸骨。死侍於是穿梭多元宇宙，尋找狼人的變異因子，以取代死去的狼人成為10005號宇宙的新骨幹人物。
死侍帶著其中一個狼人的變異因子回到時變局，悖論先生卻表示骨幹人物無法被替換，並譏諷死侍所帶回的變異因子是整個多元宇宙中最差的狼人。死侍察覺到悖論先生的計劃未獲上級批准，悖論先生隨即把死侍與狼人放逐至「虛無」。他倆在虛無遇上霹靂火，但三人隨即遭火狂等人擒獲，並被押送至卡珊德娜·諾娃面前。諾娃殺死了霹靂火，並運用心靈操控的能力玩弄死侍的記憶。諾娃隨後把死侍與狼人留給虛無的怪物「玉衡」，但兩人在被玉衡吞噬之前成功逃脫。
死侍與狼人於虛無的邊緣地帶尋找抵抗勢力，以對抗諾娃，途中狼人察覺到死侍一直瞞騙他，讓他以為時變局有機會修復他的宇宙。兩人為此爆發激烈衝突，最終雙雙昏迷。X-23及後出現並將他倆帶到抵抗勢力的基地，並向他倆介紹了抵抗勢力其他成員幻影殺手、幽靈刺客和牌皇。死侍提議與抵抗勢力聯手對付諾娃，但狼人拒絕合作。隨後，X-23主動與狼人交談，狼人透露在變種特攻隊友遭到屠殺時，他未能挺身而出，他為此深感內疚，最終X-23成功說服他加入抵抗勢力。當抵抗勢力與諾娃的手下展開交戰時，諾娃入侵狼人的心靈，但死侍及時把紅坦克的頭盔戴在她頭上阻擋了她的能力，此時身為悖論先生臥底的火狂倒戈，開槍射傷諾娃。諾娃瀕死之際，狼人說服死侍摘下頭盔，讓她自行治癒。而作為回報，諾娃使用魔法師的施靈指環打開一道傳送門，讓他倆回到10005號宇宙。
悖論先生已於10005號宇宙完成碎時器的設置。諾娃在入侵火狂的心靈後得知碎時器的存在，於是通過另一道傳送門來到10005號宇宙並控制了碎時器。為了向悖論先生報復，她打算利用碎時器摧毀所有宇宙，只留下虛無。諾娃同時召喚了一支由死侍變異因子組成的「死侍軍團」，試圖阻擋死侍與狼人，但當死侍軍團見到彼得出現後就停止了戰鬥。
悖論先生告知死侍與狼人，唯一能阻止諾娃的方法是以身體作為導體，令碎時器的能量流短路，但執行計劃的人將會灰飛煙滅。死侍與狼人聯手以自身作為導體，成功摧毀碎時器，碎時器爆炸亦殺死了諾娃。由於兩人分擔了傷害，他們奇蹟般地倖存下來。此時，時變局的獵人B-15趕至，並逮捕了悖論先生。
B-15表示，死侍與狼人的行動成功令10005號宇宙不再逐步崩解。死侍請求B-15將仍然留在虛無的抵抗成員送回各自的宇宙，並希望她能改變狼人的宇宙的歷史。但B-15解釋，狼人的過去造就了今日的他，令他得以拯救多元宇宙，因此她不能修改歷史。隨後，死侍把狼人和X-23帶去見他的朋友。在狼人的鼓勵下，死侍與雲妮莎重修舊好。
在片尾彩蛋中，死侍為了證明自己沒有誣陷霹靂火，在時變局重播著他批評諾瓦的畫面。

## 演員
| 演員            | 角色                           | 備註 |
| --------------- | ------------------------------ | --- |
| 萊恩·雷諾斯     | 韋德·威爾遜／死侍              | 前特種部隊的僱傭兵，原希望靠修復因子治愈他的癌症，雖然成功獲得不死和再生的能力，但卻因實驗的不穩定而毀容。 |
| 萊恩·雷諾斯     | 善死侍                         | 武士版本的韋德，死侍狗的主人。擁有帥氣的樣貌但沒有自癒因子。                                               |
| 休·傑克曼       | 詹姆斯·「羅根」·豪利特／金鋼狼 | 變種人，其強大的自癒能力和體內的亞德曼金屬骨骼使他幾乎是不死之身。                                         |
| 休·傑克曼       | 詹姆斯·「羅根」·豪利特／金鋼狼 | 另一個宇宙的羅根，身處天啟時代，留有蓬亂的半長髮，但左手斷掌，個性殘暴。                                   |
| 休·傑克曼       | 詹姆斯·「羅根」·豪利特／金鋼狼 | 另一個宇宙的羅根，身穿棕褐色戰衣，正準備與「浩克」布魯斯·班納對打。                                        |
| 休·傑克曼       | 詹姆斯·「羅根」·豪利特／金鋼狼 | 另一個宇宙的羅根，在賭場戴著眼罩、身穿白色西裝，外號「眼罩」。                                             |
| 休·傑克曼       | 詹姆斯·「羅根」·豪利特／金鋼狼 | 另一個宇宙的羅根，身材矮小，被韋德嘲笑符合漫畫造型。                                                       |
| 休·傑克曼       | 詹姆斯·「羅根」·豪利特／金鋼狼 | 另一個宇宙的羅根，被釘在X狀十字架上。                                                                      |
| 休·傑克曼       | 詹姆斯·「羅根」·豪利特／金鋼狼 | 另一個宇宙的老人版羅根，帶著獵槍。                                                                         |
| 艾瑪·科林       | 卡桑德拉·諾瓦                  | 擁有心靈感應的變種人，「X教授」查爾斯·賽維爾的雙胞胎妹妹。                                                 |
| 莫蓮娜·芭卡琳   | 凡妮莎·卡萊爾                  | 韋德的前未婚妻。                                                                                           |
| 羅伯·德萊尼     | 彼得·威斯登                    | 韋德的汽車銷售員搭檔兼X特攻隊成員。                                                                        |
| 萊斯莉·奧加姆斯 | 盲婦愛兒                       | 喜歡吸古柯鹼的眼盲老婆婆，也是韋德的室友。                                                                 |
| 馬修·麥費狄恩   | 悖論先生                       | 時間變異管理局探員。                                                                                       |

其他來自《惡棍英雄：死侍》以及《死侍2》的演員回歸飾演各自的角色，當中有卡蘭·索尼飾演阿杜（Dopinder），印度裔計程車司機，屢次擔任韋德的逃跑司機；布莉安娜·海德布蘭德飾演青少女彈頭；史提芬·卡皮契聲演鋼人；忽那汐里飾演雪緒，青少女彈頭的女友；藍道·瑞德（Randal Reeder）飾演巴克（Buck）以及路易斯·譚飾演碎星，X特攻隊成員之一。
部份演員回歸飾演由二十世紀福斯製作和發行的漫威電影角色，珍妮佛·嘉納飾演「幻影殺手」艾麗崔·納崔斯，該角色此前曾在2003年電影《夜魔俠》以及2005年外傳電影《幻影殺手》中登場；阿隆·史丹佛、泰勒·馬恩、達芙妮·金分別回歸飾演《X戰警系列電影》（10005號宇宙）的相應角色，史丹佛飾演「火狂」約翰·艾勒戴斯，能夠操縱火焰；馬恩飾演「劍齒虎」維多·克里得，羅根的同父異母哥哥；金飾演「X-23」蘿拉·金尼，羅根的女兒；克里斯·伊凡回歸飾演121698號宇宙的「霹靂火」強尼·史東，霹靂火為「神奇四俠」的成員，該組織此前曾在《神奇四俠》系列電影中登場。
部份漫威電影宇宙演員回歸飾演各自的角色，包括強·法夫洛飾演快樂·霍根；烏米·馬薩庫飾演獵人B-15（Hunter B-15）；克里斯·漢斯沃以《雷神索爾2：黑暗世界》的檔案片段客串飾演索爾。「浩克」布魯斯·班納也於片中登場。
韋德的變體軍團成員也於片中登場，包括由狗演員佩吉（Peggy）飾演的死侍狗；雷诺兹的妻子布蕾克·萊芙莉声演女死侍；馬修·麥康納声演牛仔死侍（Cowboypool）；内森·菲利安声演死侍頭；雷克斯漢姆足球俱樂部球員保罗·穆林客串飾演威尔士死侍（Welshpool）；童侍（Kidpool）和死侍寶寶（Babypool）则分别由雷诺兹与萊芙莉的子女伊内兹与欧林·雷诺兹声演。
其他客串的角色包括衛斯理·史奈普客串飾演26320號宇宙的「刀鋒戰士」艾瑞克·布魯克，該角色此前曾在新線影業製作和發行的《刀鋒戰士》系列電影中登場；原定主演電影《金牌手》，但礙於項目取消而放棄的查寧·塔圖，則在本片中飾演「金牌手」雷米·勒博；變種人蟾蜍、死亡女、夜行女、阿撒佐惡魔和「紅坦克」凱因·馬可也於片中登場。亨利·卡維爾客串飾演卡維爾狼（Cavillrine），另一個宇宙的金鋼狼，正在維修電單車。
羅布·麥克亨尼客串飾演時間變異管理局探員。雷克斯漢姆足球俱樂部球員奧利·帕爾默客串飾演酒吧客人。

## 製作

### 發展
2019年12月，萊恩·雷諾斯確認他和「整個團隊」與漫威影業正在積極開發《死侍3》。
2020年10月，雷諾斯在整個月內一直與漫威影業尋找《死侍3》的潛在編劇，並於11月聘用溫蒂·莫莉紐克絲和莉茲·莫莉紐克絲-洛林撰寫劇本。雷諾斯和漫威影業認為她們的意向與他們一樣，都是把《死侍3》保持限制級的分級。雷諾斯與漫威影業對大衛·雷奇回歸執導電影保持開放式態度，但業內人士表示，由於雷奇的日程已滿，加上製作日期未定，雷奇似乎不太可能回歸執導電影。
2022年3月，宣佈由薛恩·李維執導電影，此前李維曾在2021年電影《脫稿玩家》和2022年電影《超時空亞當計畫》與雷諾斯合作過，雷特·瑞斯和保羅·韋尼克獲聘重寫劇本。2022年9月，雷諾斯宣佈休·傑克曼回歸飾演「金鋼狼」羅根，並公佈上映日期為2024年9月6日。雷諾斯和傑克曼解釋《死侍3》發生在2017年電影《金刚狼3：殊死一战》之前，因此不會影響到《金刚狼3：殊死一战》的結局。2022年10月，上映日期延期至2024年11月8日。
2023年2月，於《X戰警電影系列》以及2022年電影《奇異博士2：失控多重宇宙》飾演「X教授」查爾斯·賽維爾的派崔克·史都華表示已收到劇組的「待命」通知。同月，艾瑪·科林參演並飾演主要反派角色。2023年3月，據報導，由歐文·威爾森飾演的時間變異管理局探員莫比烏斯·M·莫比烏斯及由塔拉·史壯聲演的分鐘小姐將出現於片中。同月，馬修·麥費狄恩確認參演，麥費狄恩的角色被描述為死侍和金剛狼之間的「電燈泡」，而萊斯莉·奧加姆斯和卡蘭·索尼回歸飾演盲婦愛兒以及阿杜（Dopinder）。《律師女浩克》和《驚奇隊長2》的編劇及《喪屍英雄》的首席編劇贊伯·威爾斯將共同撰寫劇本。2023年4月，莫蓮娜·芭卡琳正為回歸出演凡妮莎·卡萊爾與漫威影業進行談判，同月，芭卡琳確認回歸；而史提芬·卡皮契確認回歸聲演鋼人。2023年5月，羅伯·德萊尼確認回歸飾演前作《死侍2》的角色彼得（Peter），同時該報導還透露了雷諾斯和李維也參與了劇本創作。同月，布莉安娜·海德布蘭德和忽那汐里確認回歸飾演青少女彈頭以及雪緒。

### 拍攝
該片於2023年5月22日在倫敦開始進行主體拍攝。此前，拍攝曾預計將於2023年1月和4月左右開始進行。拍攝期間，據報導珍妮佛·嘉納回歸飾演「幻影殺手」艾麗崔·納崔斯，此前她在2003年電影《夜魔俠》以及其2005年外傳電影《幻影殺手》中出演相應角色。拍攝於2023年7月14日因2023年美國編劇協會大罷工暫停。
隨著罷工結束，製作正式於11月23日復工。12月初，片場照揭露，劍齒虎和蟾蜍將於片中出現。雷諾斯不久後發表聲明，表示某些媒體報導「給每個人帶來麻煩」，並希望媒體和社交網站不要發布尚未完成、包含劇透的照片，「盡可能為觀眾保留驚喜，以及讓成片和大銀幕體驗保留魔力」。拍攝於2024年1月24日殺青。

### 後期製作
2024年2月，美國著作權局確認嘉納將回歸飾演艾麗崔·納崔斯，並透露科林出演的角色為卡桑德拉·諾瓦。2024年3月，曾在2006年電影《X戰警：最後戰役》出演「紅坦克」凱因·馬可的維尼·瓊斯表示獲邀回歸出演該角色，但由於預算不足，未能為瓊斯製作一套在片場穿上的紅坦克戲服，使瓊斯拒絕邀約，然而在2024年6月釋出的宣傳廣告中出現疑似瓊斯版本的紅坦克。

## 宣傳
2024年2月11日，漫威影业於第五十八屆超級盃期間釋出首支前導預告，並公布正式片名為《死侍與金鋼狼》（Deadpool & Wolverine）。預告在發布後24小時內獲得3億6550萬的觀看次數，打破了《蜘蛛人：無家日》的3億5500萬觀看次數記錄，成為觀看次數最多的預告片。2024年4月22日，漫威影業釋出正式預告，預告顯示了「虛空」怪物玉衡（Alioth），該角色在2021年Disney+片集《洛基》中首次出現於漫威電影宇宙；變種人死亡女和阿撒佐惡魔亦於預告中出現，該兩名角色此前曾在二十世紀福斯製作和發行的《X戰警系列電影》中登場。2024年6月10日，一直盛傳會於電影客串飾演炫音的泰勒絲被證實不會在電影中登場。2024年7月19日，漫威影業釋出終極預告，預告揭露達芙妮·金回歸飾演「X-23」蘿拉·金尼，此前她在2017年電影《金刚狼3：殊死一战》中出演相應角色。

## 發行
《死侍與金鋼狼》排定2024年7月22日於大衛·H·寇克劇院首映，並在2024年7月26日於美國和中国大陆上映。此前，上映日期曾定於2024年9月6日、2024年11月8日以及2024年5月3日。

### 分級制度
本片於香港根據香港電影分級制度，因為「有十分強烈暴力場面、粗鄙語言及性相關語」而被評為III級，只准18歲或以上人士觀看，與前兩集不同，本集沒有特別製作IIB級（青少年及兒童不宜）版本上映；台灣被分為輔15級，與前兩作一樣，僅限15歲以上觀眾觀看。韓國被評為「青少年觀覽不可」，只准年滿19歲或以上人士觀看。在中国大陆，海报上标注“建议未成年观众谨慎选择观看”

## 迴響

### 評價
根据評論匯總网站爛番茄汇总的414篇评论文章，78%的评论家给予该作正面评价，平均打分为6.9分（满分10分）。该网站总结的评论家共识是“賴恩·雷諾士憑藉其辛辣機智在漫威電影宇宙中扎根，而曉治·積曼則為《死侍與狼人》提供亞德曼合金般的堅實支柱。這是一場放肆不羈的狂歡，卻又意外地流露出對昔日超級英雄電影的緬懷。”
在Metacritic上，58位影評人共給予了56分的分數（滿分100分），這部電影獲得了「評價褒貶不一或一般」。據影院評分調查，觀眾的評價在A+至F間落於「A」。而PostTrak調查的觀眾給了96%的正面評分，其中85%的人表示他們肯定會推薦這部電影。

### 票房
| 上一届： 《龍捲風暴》       | 2024年美國週末票房冠軍 第30-32週 | 下一届： 《異形：羅穆路斯》         |
| 上一届： 《異形：羅穆路斯》 | 2024年美國週末票房冠軍 第34-35週 | 下一届： 《陰間大法師 BEETLEJUICE》 |
| 上一届： 《龍捲風暴》       | 2024年台北週末票房冠軍 第30-32週 | 下一届： 《角頭—大橋頭》            |
| 上一届： 《玩轉腦朋友2》    | 2024年香港一週票房冠軍 第30-32週 | 下一届： 《異形：羅穆盧斯》         |
| 上一届： 《玩轉腦朋友2》    | 2024年香港週末票房冠軍 第30-32週 | 下一届： 《異形：羅穆盧斯》         |
| 上一届： 《》               | 2024年韓國週末票房冠軍 第30週    | 下一届： 《》                       |

## 相關媒體

### 紀錄片特輯
2021年2月，迪士尼宣布製作紀錄片影集《漫威影業：創作大本營》，包括漫威電影宇宙電影和影集項目的幕後製作花絮，並採訪主要演員和創意團隊。以電影《死侍與狼人》為主題的特輯於2024年11月12日在Disney+釋出。

## 備註
1. ↑  依照漫威電影宇宙上映次序。

## 外部連結
- 官方网站
- 互联网电影数据库（IMDb）上《死侍與金鋼狼》的资料（英文）
- 爛番茄上《死侍與金鋼狼》的資料（英文）
- Metacritic上《死侍與金鋼狼》的資料（英文）
- Box Office Mojo上《死侍與金鋼狼》的資料（英文）
- AllMovie上《死侍與金鋼狼》的资料（英文）
- 開眼電影網上《死侍與金鋼狼》的資料（繁體中文）
- 豆瓣电影上《死侍與金鋼狼》的資料 （简体中文）
- 时光网上《死侍與金鋼狼》的資料（简体中文）